# Salomon Hermann Mosenthal
Salomon Hermann Mosenthal von (írói álneve Friedrich Lehner) (Kassel, 1821. január 14. – Bécs, 1877. február 17.) német zsidó származású, író, drámaíró, költő, opera-szövegkönyvíró.

## Életpálya
Karlsruhében a Műszaki Főiskolán műszaki ismeretekből diplomázott. 1841-ben Bécsbe költözött, ahol  magántanárként dolgozott, mellette írással foglalkozott. 1867-ben lett könyvtáros és államtanácsos.

## Írásai
- Verses dráma (Cäcilia von Albano) – 1849. 1851-ben Budapesten is játszották.
- Népszínművei
  - Deborah – 1850. Londonban 500 alkalommal játszották.
  - Az altenbüreni bíró – 1868
- Legjobb irodalmi drámája
  - A német komédiások – szomorújáték 1863,
- Opera librettói:
  - A windsori víg nők (Otto Nicolai, Bécs, 1871);
  - A Folkunger (Edmund Kretschmer, Drezda, 1874);
  - Az arany kereszt (Ignaz Brüll, Berlin, 1875);
  - Sába királynője (Goldmark Károly, Bécs, 1888)
  - A gyerekek a pogányok (Anton Rubinstein)
  - A Makkabeusok (Anton Rubinstein)
- Versei – 1847-ben Bécsben jelentek meg, teljes kiadása 1866-ban.
- Regénye - Jephtha a Tochter – 1884-ben Münchenben jelent meg.
- Összes írásait hat kötetben 1878-ban Stuttgartban jelent meg.